# Psalm wiary
Psalm wiary – pierwszy z Psalmów przyszłości napisany przez Zygmunta Krasińskiego  w Paryżu w latach 1844–1845.

## Okoliczności powstania utworu
O okolicznościach powstania utworu wiadomo najmniej, w porównaniu z innymi psalmami wchodzącymi w skład cyklu. Z faktu, że nie zachowały się odpisy utworu, jak to miało miejsce w przypadku Psalmu nadziei i Psalmu miłości, kolportowanych przez poetę wśród przyjaciół, wnioskuje się, że utwór powstał jako ostatni z nich, w pierwszych miesiącach 1845, w związku z czym Krasiński nie zdążył go już rozpowszechnić. Jest jednak możliwe, że został napisany jesienią 1844 przed Psalmem nadziei.

## Treść
Psalmista ogłasza, że ciało i dusza są tylko dwoma skrzydłami ducha, który prze poprzez czas i przestrzeń. Gdy się zużyją porzuca je, jak zżółkłe liście i przybiera nowe. Zostawia za sobą przeszłość, a dąży ku bezmiarowi, gdzie piętra z dróg mlecznych i dni liczące tysiące lat. A za nimi jest niedościgły stwórca wszystkiego, który zawsze jest wyżej i dalej. Ku niemu wciąż dąży, najpierw przez trudy i zasługi, potem wdziewając ciała i dusze bardziej promienne w świecie zwanym okręgiem nieba, gdzie nie ma już zaśnięć i przebudzeń, ale żywot wieczny. Bo dla aniołów śmierci nie ma. Swój kształt czerpią z fal wszechbytu i lecą coraz dalej ku Panu, w królewskiej purpurze dusz i ciał. Bóg jest w świecie Bytem wieczystym, a poza światem osobą – Duchem. Ludzie, którzy są Jego obrazem, muszą żyć nieśmiertelnie i jak On tworzyć wiecznie z miłości.
Szkołą Duchów są dzieje ludzkości, na nich to każdy dąży do innych przestrzeni, które Bóg ujawni w dzień sądu. Schody wiodące do tego dnia stanowią narody. Każdy z nich ma inne powołanie. Są wśród nich szczególnie wybrane, by przez straszną walkę w grobie, być anielskim przykładem miłości i braterstwa. Takim jest naród polski. Kto do niego należy niech wytrwa w cierpieniu i pamięta, że Bóg kocha niezmiernie synów, których koronuje cierniami. Dzięki nim odmładza się świat ludzki. Chrystus wciąż mieszka w ludzkości i co Jemu się stało, czeka również Ludzkość. Zrodzona z myśli Bożej i zdążająca do Ojca, przejść musi prze męczeństwo. A jak Chrystus przemienił się na Taborze, Ludzkość też zostanie przemieniona. Zrzuci to wszystko, co ją kala: niewolę, kłamstwo, a weźmie na siebie duchowe poznanie i wieczną miłość. Tak odmieniona wzbije się w okręgi światła.

## O poemacie
Psalm wiary stanowi poetycką redakcję prawd wyłożonych przez Krasińskiego w Traktacie o Trójcy oraz poematach: Syn Cieniów i  Przedświt. Krasiński rozwija w tym utworze koncepcję zarysowaną wcześniej w Synu Cieniów o ewolucyjnej drodze pochodu ducha ludzkiego ku Bogu. Poeta podkreśla jej pokojowy i bezkonfliktowy charakter. Niższe formy rozwoju są strząsane jak zżółkłe liście. W jego koncepcji nie mieści się idea nieuchronności katastrof tak silna w systemie genezyjskim Słowackiego. Krasiński pomija kataklizmy przyrody i katastrofy historii, odrzuca jako niemoralne środki rewolucyjne. 
W pochodzie ludzkości ku przebóstwieniu szczególną rolę odgrywają narody wybrane, mające szczególne powołanie, by być śród świata anielskim przykładem. Narodem takim jest rzecz jasna naród polski. W zamian za wbity w ciało jego ojczyzny nóż morderstwa objawia światu więcej miłości i braterstwa. Końcowa część psalmu zestawia dzieje ludzkości z życiem Chrystusa i zapowiada bliskie przemienienie. 
Utwór liczy sobie 140 wersów. Został napisany 11-zgłoskowcem o rymach aabb, abab i abba. 